# Diphysa thurberi
Diphysa thurberi är en ärtväxtart som först beskrevs av Asa Gray, och fick sitt nu gällande namn av Per Axel Rydberg. Diphysa thurberi ingår i släktet Diphysa och familjen ärtväxter. Inga underarter finns listade i Catalogue of Life.